# Michel Nuyttens
Michel Nuyttens (Izegem, 14 januari 1948) is een Belgisch archivaris en historicus.

## Levensloop
Nuyttens werd licentiaat (1971) en doctor (1978) in de geschiedenis aan de Katholieke Universiteit Leuven.
Van 1973 tot 2013 verbonden aan het Rijksarchief, laatst als wnd. hoofd van het departement Vlaanderen
Andere functies:
- Redacteur van het jaarboek De Franse Nederlanden - Les Pays-Bas Français (Stichting Ons Erfdeel) (1978-2008)
- Docent aan de West-Vlaamse school voor bestuursrecht (1994-2008)
- Docent in het kader van "Universiteit Vrije Tijd" - Davidsfonds Academie (2006 tot heden)
- Docent vzw Amarant, Centrum voor Artistieke Confrontatie
- Bestuurslid van het Genootschap voor Geschiedenis te Brugge.
- Ere-voorzitter CORES Brugge

## Publicaties
Talrijke archivalische publicaties, o. m.
- Inventaris van het archief van de abdij van Ename
- Inventaris van het archief van de Staten van Vlaanderen
- Inventaris van het archief van Achille Van Acker
- Inventaris van het Priester Poppe-archief
- Inventaris van het archief van het begijnhof OLV ter Hoyen te Gent

Auteur of co-auteur van o.m.:
- Camille Looten, priester, wetenschapsman en Frans-Vlaams regionalist
- Histoire de Dunkerque
- De glans van Cîteaux in de Nederlanden
- Krijgers voor God. De Orde van de Tempeliers in de Lage Landen
- Groeien in vertrouwen. 50 jaar Dominiek Savio Instituut in Gits
- De keuze van de archivaris - Le choix de l'archiviste
- Kwezeltjes dansen niet. Kwezels en devote gemeenschappen in Vlaanderen in de 17de-18de eeuw
- Het kasteel van Rumbeke. Een oud verhaal, een nieuwe toekomst
- Tientallen  historische artikels